# 姚本輝
姚 本輝（リッキー・イウ・ブンフェイ、Ricky Poon-Fai Yiu、1957年7月12日 - ）は、香港ジョッキークラブの調教師。

## 来歴
1974年/1975年シーズンから見習騎手としてデビューし、1980年に騎手を引退、翌1980年/1981年シーズンに攻馬手に転向し、その後副調教師を経て調教師免許を取得。1995年/1996年シーズンから開業した。
2010年10月3日にスプリンターズステークスを制し、日本の中央競馬のGI競走初勝利を記録。

## おもな管理馬
- セイクリッドキングダム（2007年香港スプリント、2008年チェアマンズスプリントプライズ、2009年クリスフライヤーインターナショナルスプリント、香港スプリントなど）
- ウルトラファンタジー（2010年スプリントカップ、スプリンターズステークス）
- フェアリーキングプローン（1999年香港スプリント）
- アンバースカイ（2014年アルクォズスプリント）-サモ・ハン・キンポー所有馬
- ヴォイッジバブル（2023年香港クラシックマイル、香港ダービー、2024年・2025年香港スチュワーズカップ、2024年香港マイル、2025年香港ゴールドカップ、チャンピオンズ&チャターカップ）